# Пожидаєв Костянтин Миколайович
Костянти́н Микола́йович Пожида́єв (* 6 вересня 1970, Донецьк, СРСР) — генерал-майор міліції, з 5 березня 2014 року начальник міліції Донецької області.

## Життєпис
У 1992 році закінчив Донецький політехнічний інститут, 2001 — Донецький національний університет.
В органах внутрішніх справ працює з 1993 року.
У 1994–2007 роках працював на різних посадах в управлінні по боротьбі з організованою злочинністю УМВС України в Донецькій області.
2007 року призначений на посаду першого заступника начальника ГУМВС України в Донецькій області — як начальник управління по боротьбі з організованою злочинністю.
Протягом 2011–2014 років очолював управління МВС України в Кіровоградській області.
З 5 березня по 9 листопада 2014 року очолював головне управління МВС України в Донецькій області.
Восени 2014 року звільнений згідно закону про люстрацію.

## Нагороди
- Медаль «За бездоганну службу» III ст. (18 серпня 2009) — за особливі заслуги у захисті державного суверенітету та територіальної цілісності України, охорону конституційних прав і свобод людини, мужність і самовідданість, виявлені під час виконання військового і службового обов'язку, та з нагоди 18-ї річниці незалежності України[1]
- Хрест Слави
- Почесний знак МВС України
- Медаль «15 років МВС України»
- Медаль «За сумлінну службу» I ст.
- Медаль «За сумлінну службу» II ст.
- Медаль «За сумлінну службу» III ст.

## Джерело
- Главой милиции Донетчины стал Константин Пожидаев (фото) (рос.) . «Муниципальная газета». Архів оригіналу за 22 грудня 2014. Процитовано 22 грудня 2014. {{cite web}}: Зовнішнє посилання в |publisher= (довідка)